# شهرستان یاکشور-بودینسکی
شهرستان یاکشور-بودینسکی (به لاتین: Yakshur-Bodyinsky District) یک شهرستان در روسیه است که در اودمورتیا واقع شده‌است.